# Junko Asari
Junko Asari (jap. 浅利 純子, Asari Junko; * 22. September 1969 in Kazuno) ist eine ehemalige japanische Marathonläuferin. 
Ihren ersten Marathon bestritt sie 1991. Bereits 1992 lief sie mit 2:28:57 h erstmals unter zweieinhalb Stunden, und 1993 gewann sie den Osaka Women’s Marathon. Bei den Leichtathletik-Weltmeisterschaften 1993 in Stuttgart führte die Portugiesin Maria Manuela Machado bis Kilometer 36. Dann wurde sie von Junko Asari überholt, die bis zum Ziel einen deutlichen Vorsprung herauslief. Asari gewann in 2:30:03 h vor Machado in 2:30:54 h und der zweiten Japanerin Tomoe Abe in 2:31:01 h. 
1994 wurde Junko Asari Dritte in Osaka und stellte dabei mit 2:26:10 h ihre persönliche Bestleistung auf; 1998 kam sie als Zweite beim Rotterdam-Marathon bis auf eine Sekunde an diese Marke heran. 1995 und 1998 gewann sie beim Tokyo International Women’s Marathon.
Beim Marathon der Olympischen Spiele 1996 in Atlanta belegte sie den 17. Platz in 2:34:31 h.
Bei einer Körpergröße von 1,64 m betrug ihr Wettkampfgewicht 42 kg.

## Bestleistungen
- 10.000 Meter: 32:25,45 min (1992)
- Halbmarathon: 1:10:37 h (1998)
- Marathon: 2:26:10 h (1994)